# Chambéria
Chambéria ist eine französische Gemeinde im Département Jura in der Region Bourgogne-Franche-Comté. Sie gehört zum Arrondissement Lons-le-Saunier und zum Kanton Moirans-en-Montagne.

## Geografie
Chambéria liegt im Französischen Jura, 26 Kilometer südöstlich von Lons-le-Saunier. In der Gemeindegemarkung befinden sich neben der Hauptsiedlung auch die Weiler Sancia, Messia und Marzenay. Die Nachbargemeinden sind Orgelet im Norden, Sarrogna im Osten, Valzin en Petite Montagne mit Savigna im Süden, Marigna-sur-Valouse im Südwesten, Nancuise im Westen und Chavéria im Nordwesten.

## Bevölkerungsentwicklung
| Jahr                       | 1962 | 1968 | 1975 | 1982 | 1990 | 1999 | 2008 | 2017 |
| Einwohner                  | 200  | 182  | 154  | 134  | 135  | 149  | 163  | 175  |
| Quellen: Cassini und INSEE |      |      |      |      |      |      |      |      |

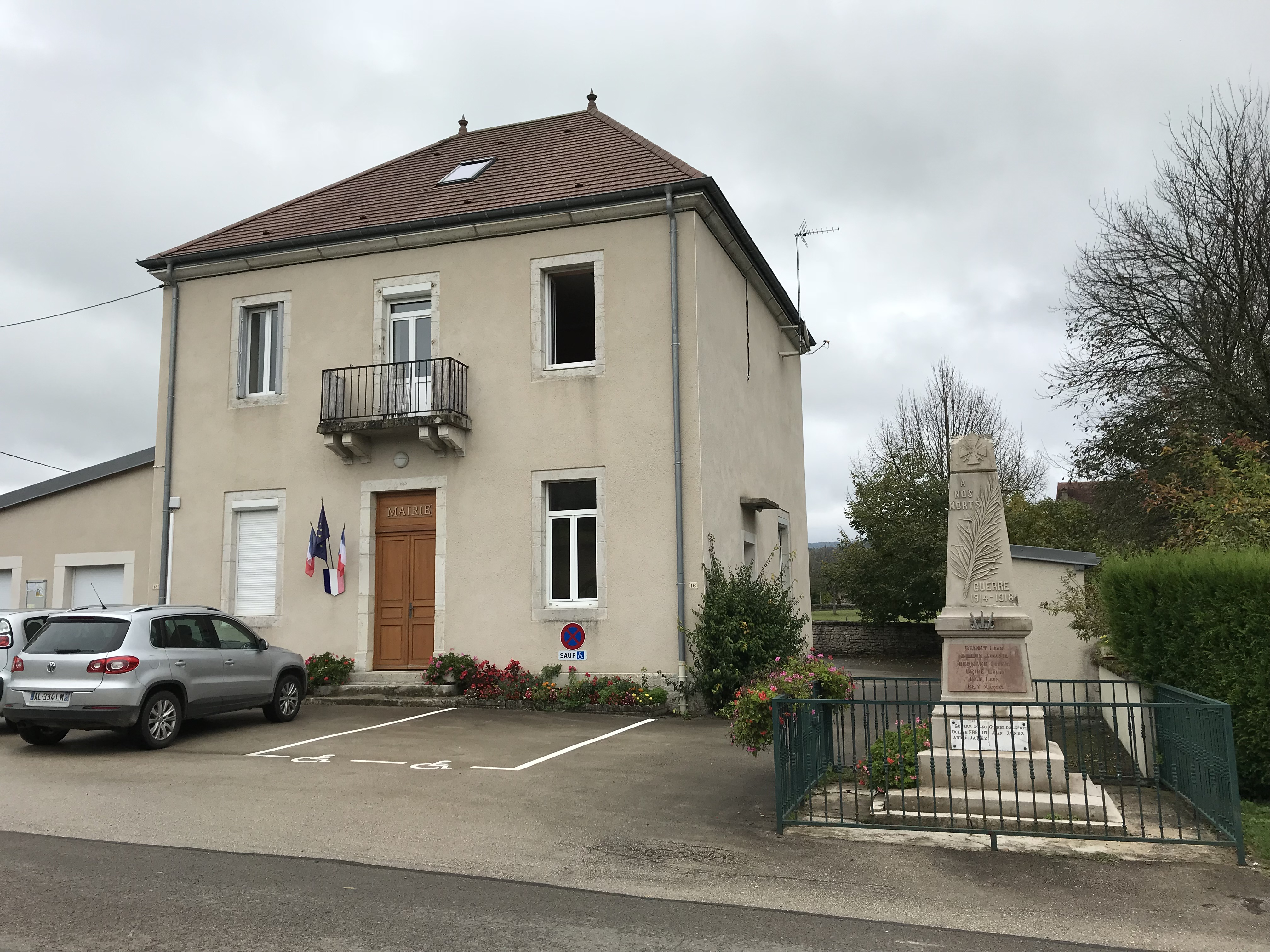
Mairie Chambéria
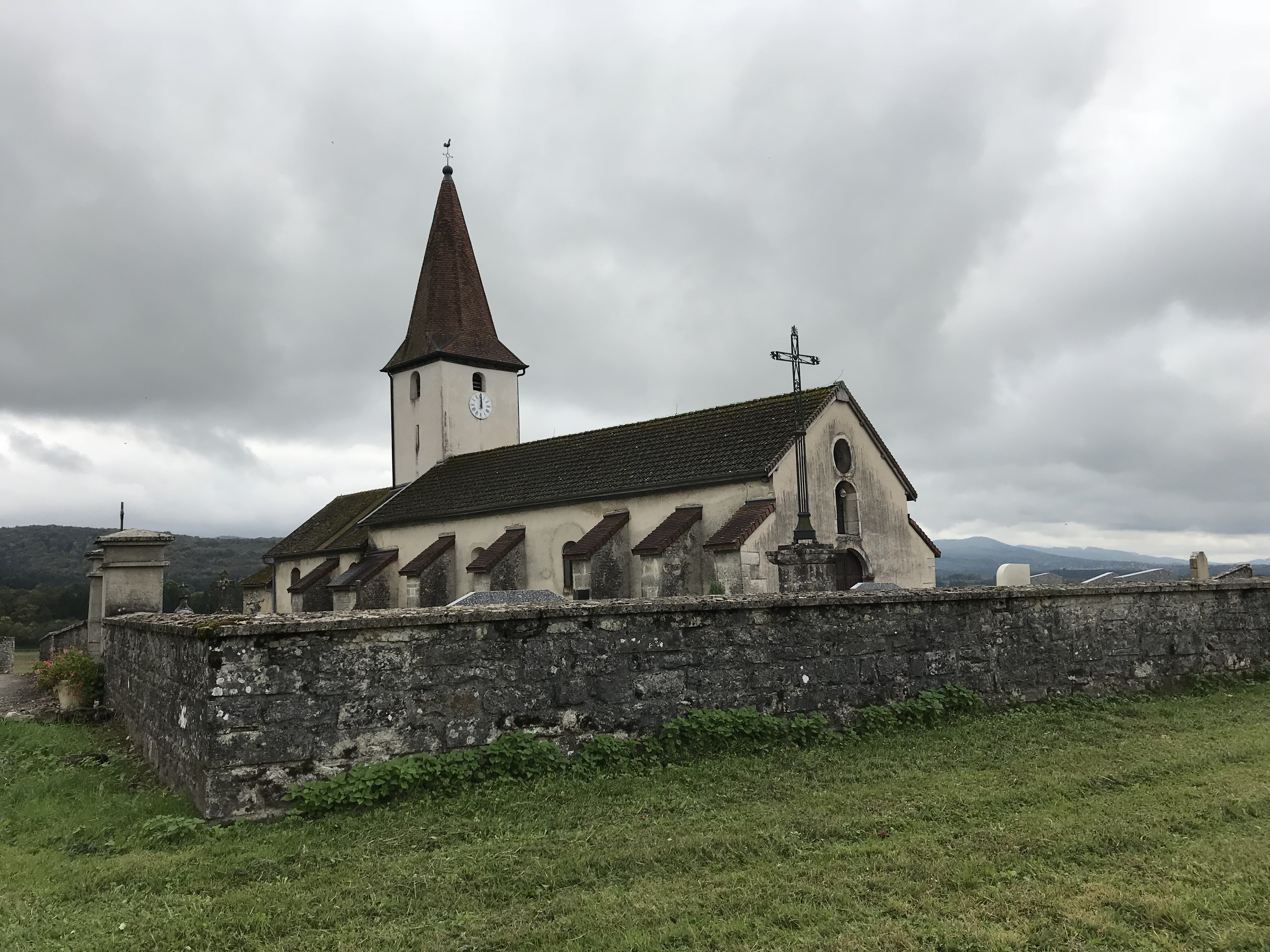
Kirche Saint-Just